# Braye-en-Laonnois
Pour les articles homonymes, voir Braye et Laonnois.
Braye-en-Laonnois est une commune française située dans le département de l'Aisne en région Hauts-de-France.

## Géographie

### Communes limitrophes
Braye-en-Laonnois est située au fond d'un vallon adjacent à la vallée de l'Aisne, au pied du plateau du Chemin des Dames. Le canal de l'Oise à l'Aisne y perce le plateau (entrée sud).

### Hydrographie

#### Réseau hydrographique
La commune est située dans le bassin Seine-Normandie. Elle est drainée par le canal de l'Oise à l'Aisne, la rigole de Bourg, le cours d'eau 01 des Prés Wapin et le cours d'eau 01 du Bois des Vaumerons,,.
Le canal de l'Oise à l'Aisne est un canal à bief de partage au gabarit Freycinet reliant les vallées de l'Oise et de l'Aisne. Il relie les communes d'Abbécourt et de Bourg-et-Comin en passant sous le tristement célèbre « Chemin des Dames ».

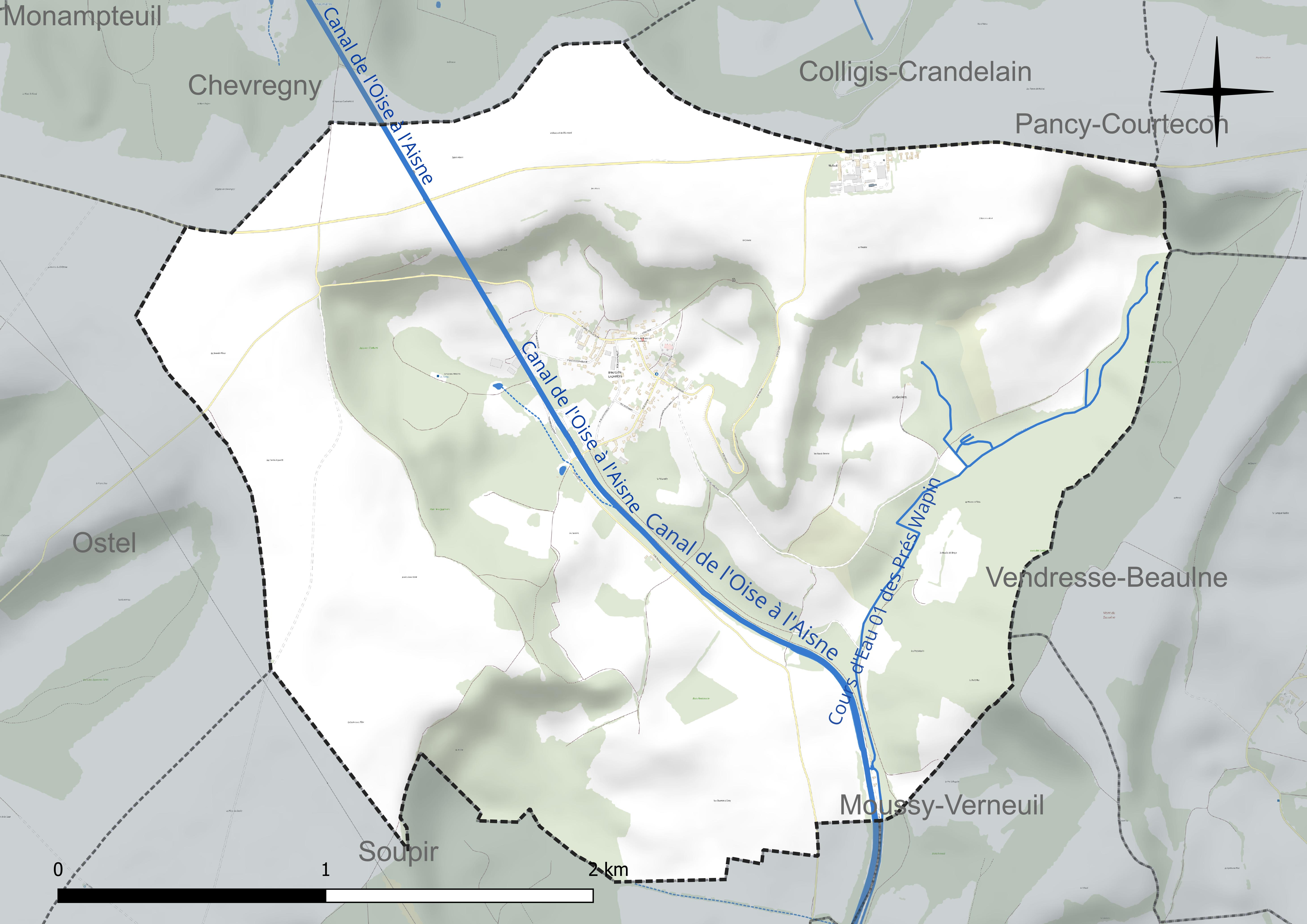
Réseau hydrographique de Braye-en-Laonnois.

Le canal de l'Oise à l'Aisne est un canal à bief de partage au gabarit Freycinet reliant les vallées de l'Oise et de l'Aisne. Il relie les communes d'Abbécourt et de Bourg-et-Comin en passant sous le tristement célèbre « Chemin des Dames ».

#### Gestion et qualité des eaux
Le territoire communal est couvert par le schéma d'aménagement et de gestion des eaux (SAGE) « Aisne Vesle Suippe ». Ce document de planification, dont le territoire s'étend sur 3 096 km2 répartis sur trois départements (Aisne, Marne et Ardennes) et deux régions (Champagne-Ardenne et Picardie), a été approuvé le 16 décembre 2013. La structure porteuse de l'élaboration et de la mise en œuvre est le Syndicat d'aménagement des bassins Aisne Vesle Suippe (SIABAVES).
La qualité des cours d'eau peut être consultée sur un site spécial géré par les agences de l'eau et l'Agence française pour la biodiversité.

### Climat
Pour des articles plus généraux, voir Climat des Hauts-de-France et Climat de l'Aisne.
En 2010, le climat de la commune est de type climat océanique dégradé des plaines du Centre et du Nord, selon une étude du CNRS s'appuyant sur une série de données couvrant la période 1971-2000. En 2020, Météo-France publie une typologie des climats de la France métropolitaine dans laquelle la commune est exposée à un climat océanique altéré et est dans la région climatique Nord-est du bassin Parisien, caractérisée par un ensoleillement médiocre, une pluviométrie moyenne régulièrement répartie au cours de l'année et un hiver froid (3 °C).
Pour la période 1971-2000, la température annuelle moyenne est de 9,9 °C, avec  une amplitude thermique annuelle de 15,3 °C. Le cumul annuel moyen de précipitations est de 752 mm, avec 11,9 jours de précipitations en janvier et 8,3 jours en juillet. Pour la période 1991-2020 la température moyenne annuelle observée sur la station météorologique la plus proche, située sur la commune de Martigny-Courpierre à 8 km à vol d'oiseau, est de 10,7 °C et le cumul annuel moyen de précipitations est de 734,4 mm,. Pour l'avenir, les paramètres climatiques de la commune estimés pour 2050 selon différents scénarios d'émission de gaz à effet de serre sont consultables sur un site spécial publié par Météo-France en novembre 2022.

## Urbanisme

### Typologie
Au 1er janvier 2024, Braye-en-Laonnois est catégorisée commune rurale à habitat dispersé, selon la nouvelle grille communale de densité à 7 niveaux définie par l'Insee en 2022.
Elle est située hors unité urbaine et hors attraction des villes,.

### Occupation des sols
L'occupation des sols de la commune, telle qu'elle ressort de la base de données européenne d'occupation biophysique des sols Corine Land Cover (CLC), est marquée par l'importance des territoires agricoles (69,4 % en 2018), une proportion sensiblement équivalente à celle de 1990 (69,3 %). La répartition détaillée en 2018 est la suivante : 
terres arables (52,8 %), forêts (27,2 %), prairies (13,1 %), zones agricoles hétérogènes (3,5 %), zones urbanisées (3,3 %).
L'évolution de l'occupation des sols de la commune et de ses infrastructures peut être observée sur les différentes représentations cartographiques du territoire : la carte de Cassini (XVIIIe siècle), la carte d'état-major (1820-1866) et les cartes ou photos aériennes de l'IGN pour la période actuelle (1950 à aujourd'hui).

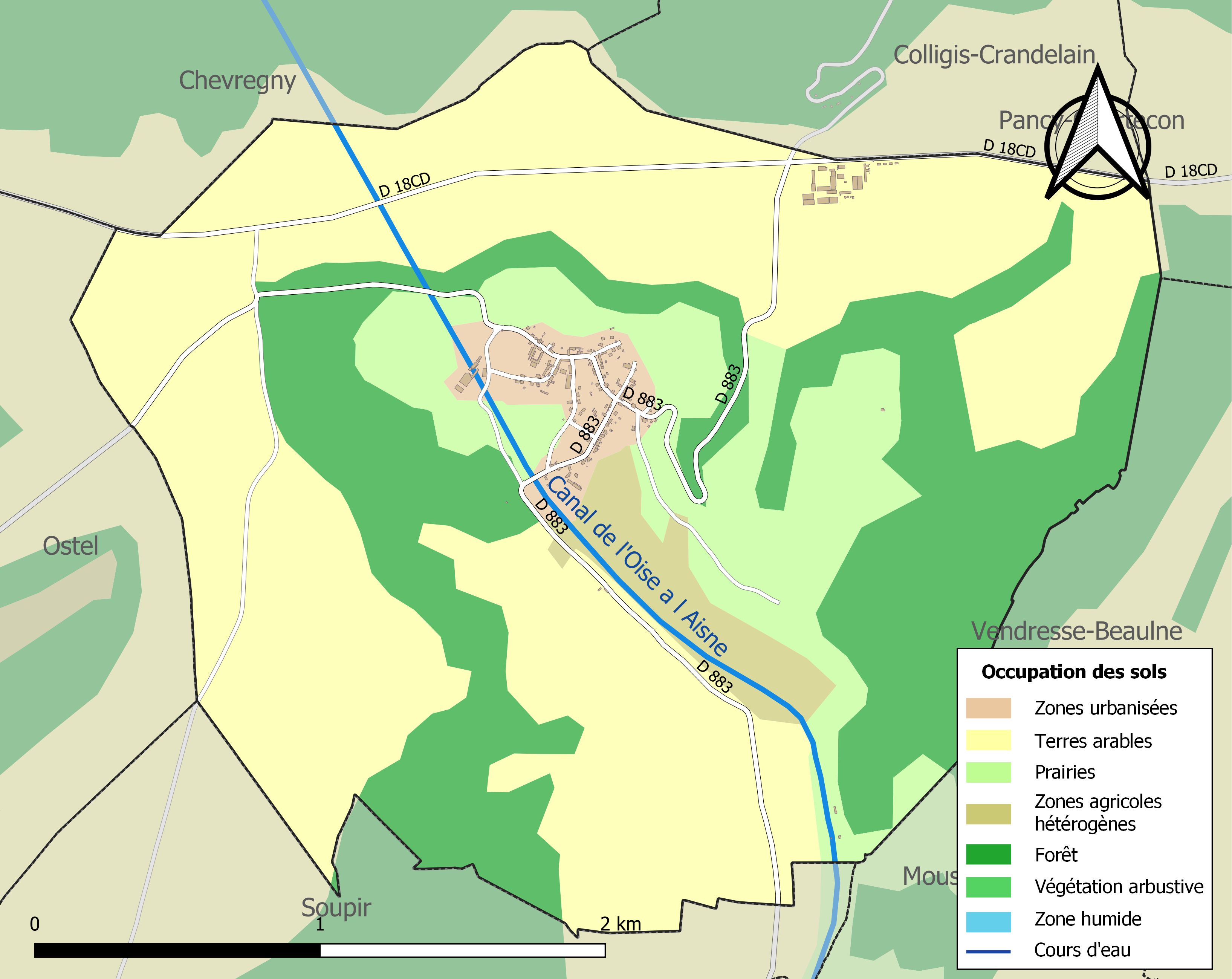
Carte des infrastructures et de l'occupation des sols de la commune en 2018 (CLC).

## Toponymie
Le nom de la localité est attesté sous les formes Braium (1136) ; Brai (1203) ; Brayum-in-Laudunesio (1258) ; Brayum (1261) ; Braium-in-Laudunesio (1265) ; Bray-in-Laudunesio (1273) ; Bray-en-Laonnois (1326) ; Ville de Bray (1333) ; Bray-en-Laonnoys (1387) ; Bray-en-Lannoys (1394) ; Paroisse de Notre-Dame-de-Braye (1684).
Bray ou braye est un terme de l'ancien français signifiant « terrain humide », « lieu boueux » et « vallée », issu de braco/bracu, attesté au VIIe siècle dans une glose des Gesta de l'Abbaye de Fontenelle et est vraisemblablement d'origine gauloise. Le Gaulois *bracu ( plus exactement *brakus, brakōs) a d’abord désigné un « fond de vallée humide » puis un « marais ».

Le mot brai ou braye est encore mentionné au XIIe siècle dans le Raoul de Cambrai au sens de « boue », et reste encore vivant dans certains dialectes de langue d'oïl au sens de « terrain humide » (Piéron).
Le Laonnois est un « pays » et une petite région naturelle du département de l'Aisne, centré autour de la ville de Laon et délimitée par l'Oise, l'Ailette et l'Aisne.

## Histoire
- La commune se situe au milieu du Chemin des Dames. Elle est au centre de la bataille du Chemin des Dames en 1917 et de la seconde bataille de la Marne en 1918.
- En 1940, la commune est un haut lieu de la bataille de l'Ailette.

## Politique et administration

### Découpage territorial
La commune de Braye-en-Laonnois est membre de la communauté de communes du Chemin des Dames, un établissement public de coopération intercommunale (EPCI) à fiscalité propre créé le 29 décembre 1995 dont le siège est à Craonne. Ce dernier est par ailleurs membre d'autres groupements intercommunaux.
Sur le plan administratif, elle est rattachée à l'arrondissement de Laon, au département de l'Aisne et à la région Hauts-de-France. Sur le plan électoral, elle dépend du canton de Villeneuve-sur-Aisne pour l'élection des conseillers départementaux, depuis le redécoupage cantonal de 2014 entré en vigueur en 2015, et de la première circonscription de l'Aisne  pour les élections législatives, depuis le dernier découpage électoral de 2010.

### Administration municipale
| Période                                  | Période                       | Identité         | Étiquette | Qualité                                  |
| ---------------------------------------- | ----------------------------- | ---------------- | --------- | ---------------------------------------- |
| Les données manquantes sont à compléter. |                               |                  |           |                                          |
|                                          | 1878                          | Cochon           |           |                                          |
| 1879                                     |                               | Bove             |           |                                          |
| mars 2001                                | mai 2020                      | Gérard Dagry     | DVG       | Retraité Réélu pour le mandat 2014-2020, |
| mai 2020                                 | En cours (au 11 juillet 2020) | Françoise Pilloy |           |                                          |

## Démographie
L'évolution du nombre d'habitants est connue à travers les recensements de la population effectués dans la commune depuis 1793. Pour les communes de moins de 10 000 habitants, une enquête de recensement portant sur toute la population est réalisée tous les cinq ans, les populations de référence des années intermédiaires étant quant à elles estimées par interpolation ou extrapolation. Pour la commune, le premier recensement exhaustif entrant dans le cadre du nouveau dispositif a été réalisé en 2008.

En 2022, la commune comptait 189 habitants, en évolution de −10,43 % par rapport à 2016 (Aisne : −1,97 %, France hors Mayotte : +2,11 %).
| 1793 | 1800 | 1806 | 1821 | 1831 | 1836 | 1841 | 1846 | 1851 |
| ---- | ---- | ---- | ---- | ---- | ---- | ---- | ---- | ---- |
| 563  | 622  | 629  | 624  | 629  | 681  | 639  | 685  | 661  |

| 1856 | 1861 | 1866 | 1872 | 1876 | 1881  | 1886  | 1891 | 1896 |
| ---- | ---- | ---- | ---- | ---- | ----- | ----- | ---- | ---- |
| 577  | 550  | 518  | 490  | 455  | 1 039 | 1 160 | 509  | 457  |

| 1901 | 1906 | 1911 | 1921 | 1926 | 1931 | 1936 | 1946 | 1954 |
| ---- | ---- | ---- | ---- | ---- | ---- | ---- | ---- | ---- |
| 454  | 476  | 395  | 61   | 426  | 743  | 333  | 296  | 306  |

| 1962 | 1968 | 1975 | 1982 | 1990 | 1999 | 2006 | 2008 | 2013 |
| ---- | ---- | ---- | ---- | ---- | ---- | ---- | ---- | ---- |
| 241  | 237  | 229  | 209  | 192  | 195  | 211  | 216  | 223  |

| 2018 | 2022 | - | - | - | - | - | - | - |
| ---- | ---- | - | - | - | - | - | - | - |
| 195  | 189  | - | - | - | - | - | - | - |

## Culture locale et patrimoine

### Lieux et monuments
- Église de la Nativité-de-la-Sainte-Vierge de Braye-en-Laonnois ;
- Carrière de Froidmont : carrière de pierre de construction exploitée depuis le Moyen Âge qui fut occupée par les soldats allemands, français et américains (suivant la date) comme abri souterrain pendant la Première Guerre mondiale. Les sculptures réalisées par ces derniers sont classées aux monuments historiques depuis 1998. Près de la carrière se trouve le Mémorial de la 26e DI US ;
- Le canal de l'Oise à l'Aisne, creusé de 1879 à 1889 et son tunnel ;
- Monument aux morts, incluant la statue Armistice réalisée par Jules Déchin.
- Calvaire commémoratif du 2e BCP près de la ferme de Malval ;
- Mémorial des 27e et 67e BCA.

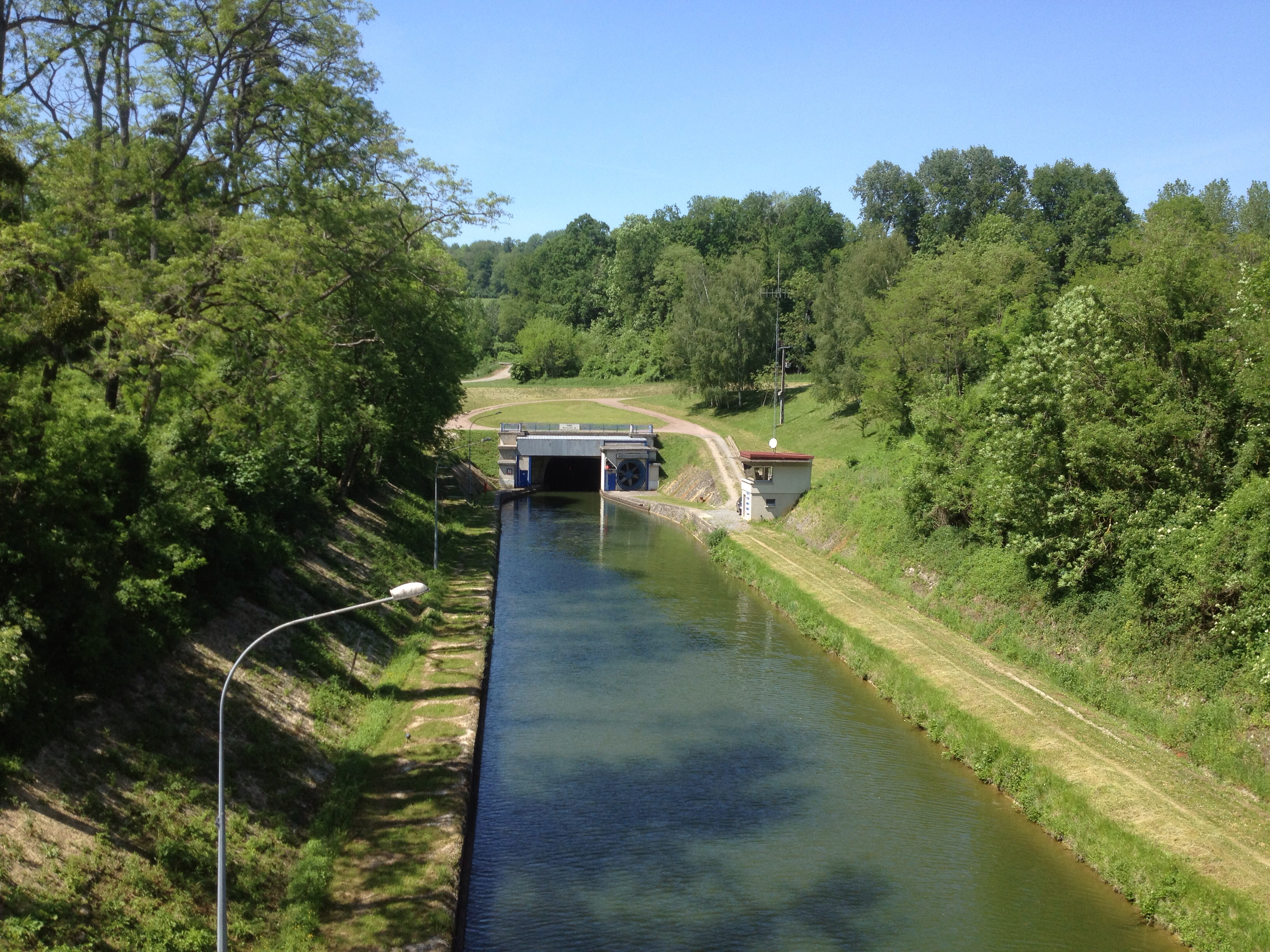
Entrée sud du tunnel de Braye-en-Laonnois, passage du canal de l'Oise à l'Aisne.
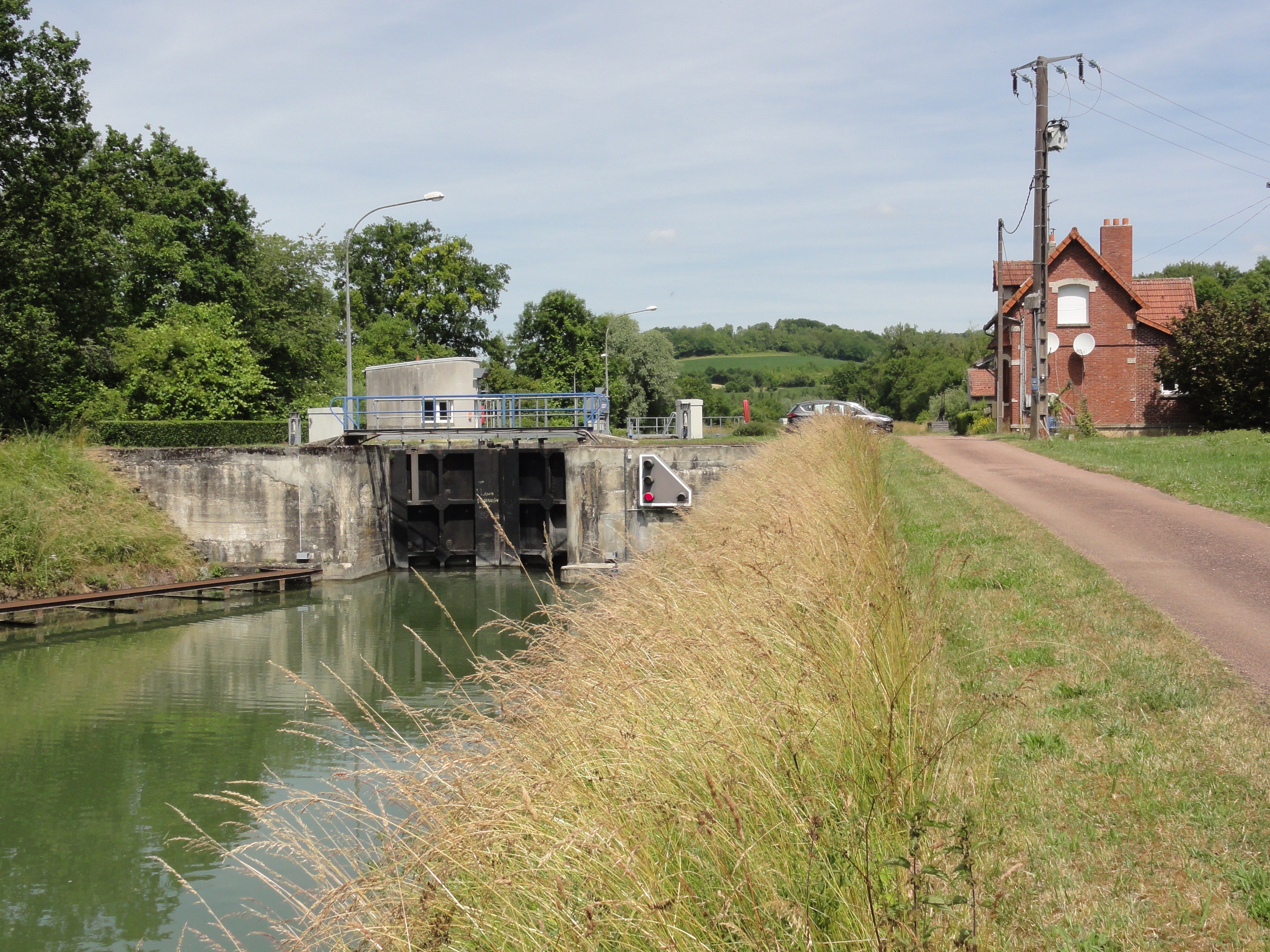
L'écluse no 10 de Moulin-Brulé.
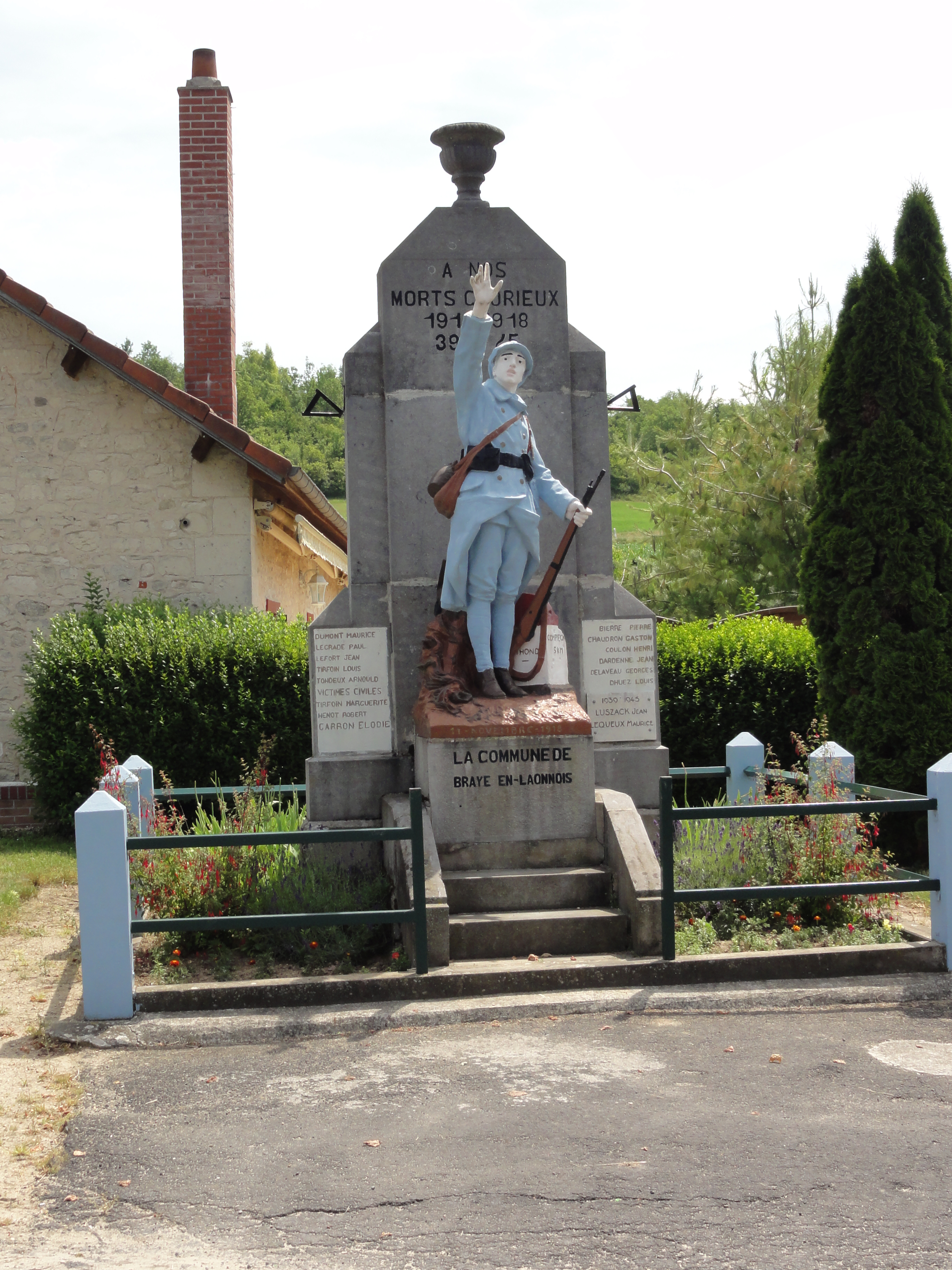
Monument aux morts.

#### Canal de l'Oise à l'Aisne
La construction du canal et le percement du tunnel de Braye-en-Laonnois, furent d'une grande difficulté du fait de la nature du terrain. Le tunnel-canal fut creusé entre 1875 et 1885 sous la carrière de Froidmont.
Partant d´Abbécourt sur l´Oise, le canal, long de 48 km et comportant 13 écluses, remonte le cours de l´Ailette jusqu'à Chevregny. Le bief de partage de 7,5 kilomètres passe en souterrain, à un seul sens de circulation, sur une longueur de 2 365 mètres, permettant au canal de franchir le plateau picard, sous le Chemin des Dames, entre les vallées de l'Oise et de l'Aisne.
Le tunnel de Braye-en-Laonnois, baptisé "tunnel Napoléon", entre en souterrain au lieudit les Vaumaire  à Chevregny, et en sort au moulin de Delay à Braye-en-Laonnois.
Une porte abattante à axe horizontal permet de fermer le souterrain côté Aisne et de souffler de l'air autorisant ainsi la navigation au moteur. Auparavant un petit locotracteur électrique suspendu à un rail faisait passer cet obstacle à des trains de bateaux.
Le canal se dirige vers l´Aisne, qu´il traverse sur un pont-canal avant de s´embrancher au canal latéral de l´Aisne près de l´écluse de Bourg-et-Comin.
Ouvert à la navigation le 28 avril 1890, le canal fut inauguré le 1er juin. À la suite des dégradations subies lors de la Première Guerre mondiale, le ministre des Travaux Publics donna, en 1925, un avis favorable à la remise en état du canal  et du tunnel.

### Personnalités liées à la commune
- Paul Vermoyal, acteur né à Braye-en-Laonnois (1888-1925).

## Pour approfondir